# 石狩大橋
石狩大橋（いしかりおおはし）は、北海道江別市の石狩川に架かる北海道道139号江別奈井江線の道路橋。

## 橋梁諸元
- 種別 - 鋼道路橋

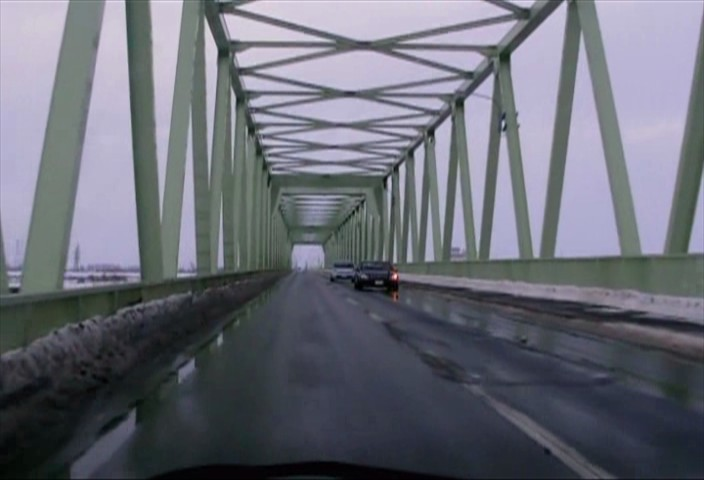
道道139号（石狩大橋）

- 形式 - トラス単純合成鋼箱桁×3連・活荷重合成箱桁・連続鋼箱桁
- 橋長 - 894.0m（トラス109.0m×3・活荷重合成箱桁70.2m・連続鋼箱桁70.5m×7）
- 幅員 - 8.75m（車道6.75m + 歩道2.0m）
- 鋼重 - 3062t
- 完成年度 - 1979年（昭和54年）

## 地理
石狩川の河口より数えて5番目に位置する橋であり、上流側には美原大橋が、下流側には新石狩大橋が架かっている。

## 歴史

### 1920年の橋
江別町、当別村（当時）の人々が国に請願して架けられた橋である。1920年4月に完成、長さ252.0m（中央支間長60.8m・側径30.9m）、幅4.5mの木製トラス橋であった。これにより両町村間の行き来が便利なものになった。
1952年、木製であったトラスを鋼製に架け替える工事を行った。それに合わせて橋桁・橋脚の補強工事も行われた。これにより長さ193.8m、幅5.5mの橋が完成した。
約60年利用されてきたこの橋は、新しい橋ができると同時に封鎖された。

### 1979年の橋
老朽化に伴い、新たに架け直された。1972年から工事開始、1976年に水路区間が完成して長さ397.2m（トラス・活荷重合成箱桁の部分）が暫定供用を開始した。残る区間は1979年12月11日から全線供用された。

## 周辺
- 石狩川河川敷緑地
- 飛鳥山公園
- 江別駅
- 江別市立江別第一小学校
- 江別市立北光小学校
- 江別市立いずみ野小学校
- 江別市立江別第三中学校

座標: 北緯43度07分27秒 東経141度32分35秒 / 北緯43.12425度 東経141.54294度